# Route nationale 72 (Belgique)
Pour les articles homonymes, voir Route nationale 72.
La route nationale 72 est une route nationale de Belgique qui relie Zonhoven à Heppen (Bourg-Léopold).

## Description du tracé

### Communes sur le parcours
- Région flamande
  -  Province de Limbourg
    - Zonhoven
    - Heusden-Zolder
    - Beringen
    - Bourg-Léopold

## Statistiques de fréquentation
| BK   | Début                      | Fin                        | Trafic moyen journalier (6h–22h, en milliers), | Trafic moyen journalier (6h–22h, en milliers), | Trafic moyen journalier (6h–22h, en milliers), | Trafic moyen journalier (6h–22h, en milliers), | Trafic moyen journalier (6h–22h, en milliers), | Trafic moyen journalier (6h–22h, en milliers), | Trafic moyen journalier (6h–22h, en milliers), |
| BK   | Début                      | Fin                        | 1985                                           | 1990                                           | 1995                                           | 2000                                           | 2005                                           | 2010                                           | 2015                                           |
| ---- | -------------------------- | -------------------------- | ---------------------------------------------- | ---------------------------------------------- | ---------------------------------------------- | ---------------------------------------------- | ---------------------------------------------- | ---------------------------------------------- | ---------------------------------------------- |
| 0,1  | – Zonhoven                 | Zonhoven (Terdonk)         | 9,0                                            | 10,5                                           | 11,1                                           | 11,5                                           | 11,0                                           | 10,7                                           | –                                              |
| 8,5  | – Heusden-Zolder (Boekt)   | N719 – Heusden-Zolder      | 13,0                                           | 15,7                                           | 17,5                                           | 17,3                                           | 17,6                                           | –                                              | –                                              |
| 17,6 | – Beringen (Beringen-Mijn) | N72b – Beringen (Beverloo) | 11,5                                           | 12,0                                           | 12,5                                           | 16,9                                           | 17,7                                           | 17,5                                           | –                                              |